# گوجونگ، پادشاه گوریو
پادشاه گوجونگ (به کره‌ای: 고종왕)؛ (۳ فوریهٔ ۱۱۹۲ – ۲۱ ژوئیهٔ ۱۲۵۹) بیست و سومین پادشاه گوریو (امروزه کره (کشور) بود. مهمترین رویداد در زمان فرمانروایی وی حمله مغول به کره توسط امپراتوری مغول بود. این حمله منجر به تسخیر گوریو شد و نبرد مابین طرفین در سال ۱۲۵۹ برای برقراری صلح به پایان رسید. در زمان سلطنت  دیکتاتورهای نظامی «خاندان چه» قدرت را در دست داشتند.
در اوت سال ۱۲۳۲ میلادی وی پایتخت را از که‌سونگ به جزیره گانگوا انتقال داد.